# ヴァードー
ヴァードー （ Vardø, フィンランド語：Vuoreija, Vuorea, サーミ語：Várggát）は、ノルウェー王国フィンマルク県の町。面積601平方キロメートル、人口1,972人（2024年）。ノルウェーの最も北東の地点にある。

## 地名の由来
ノース語のVargøyに由来する。vargrはオオカミ、øyは島を表す。vargrはのちにケアンを意味するvarðaと替わった。

## 紋章
1895年から使用されている。漁船とタラ、朝日を表す。ラテン語でモットーVARDØENSIS INSIGNIA URBIS. CEDANT TENEBRÆ SOLI.（ヴァードーの紋章。暗闇は太陽への道筋を常に与える）が書かれている。

## 歴史

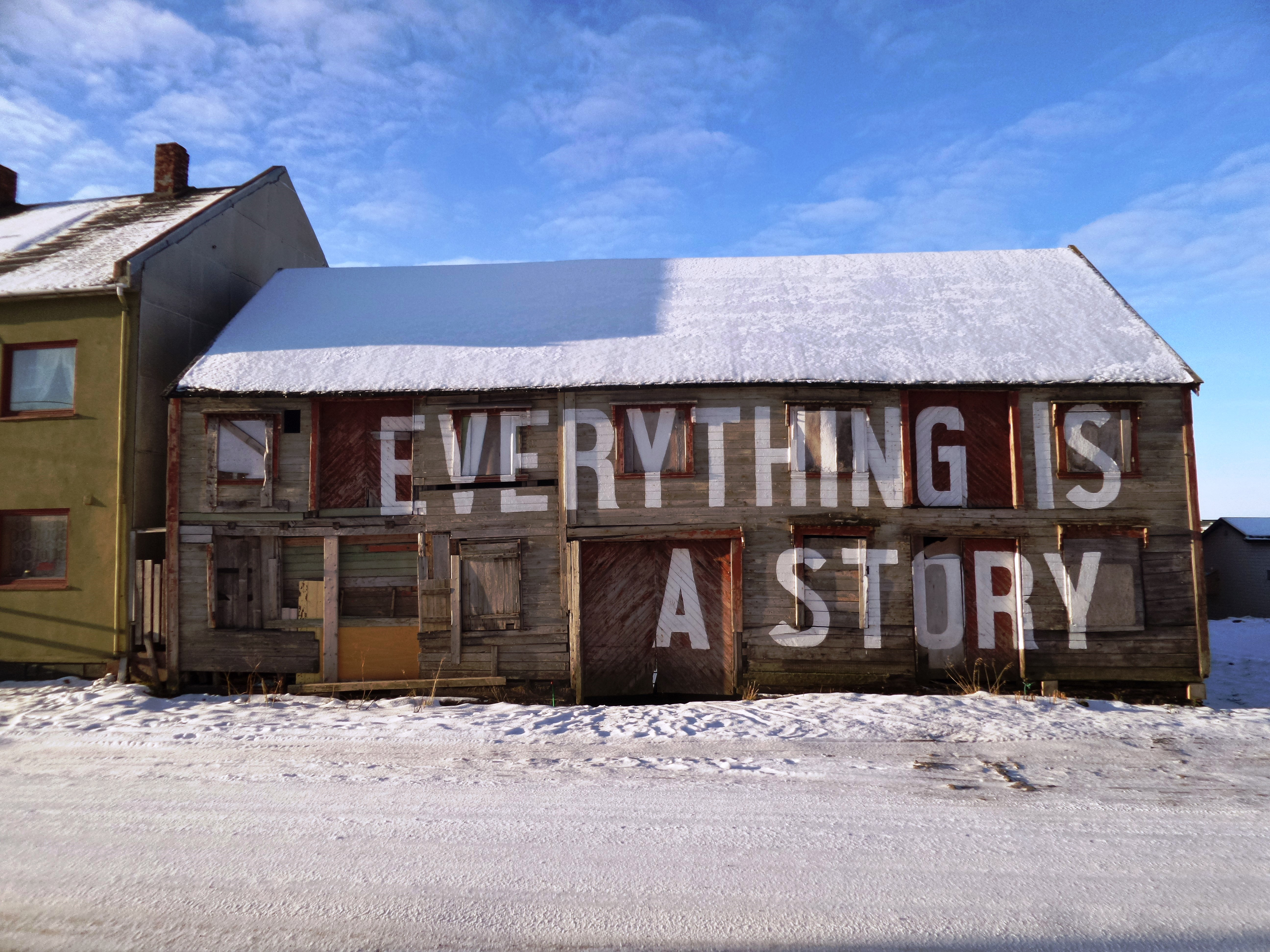
旧市街地の街頭芸術

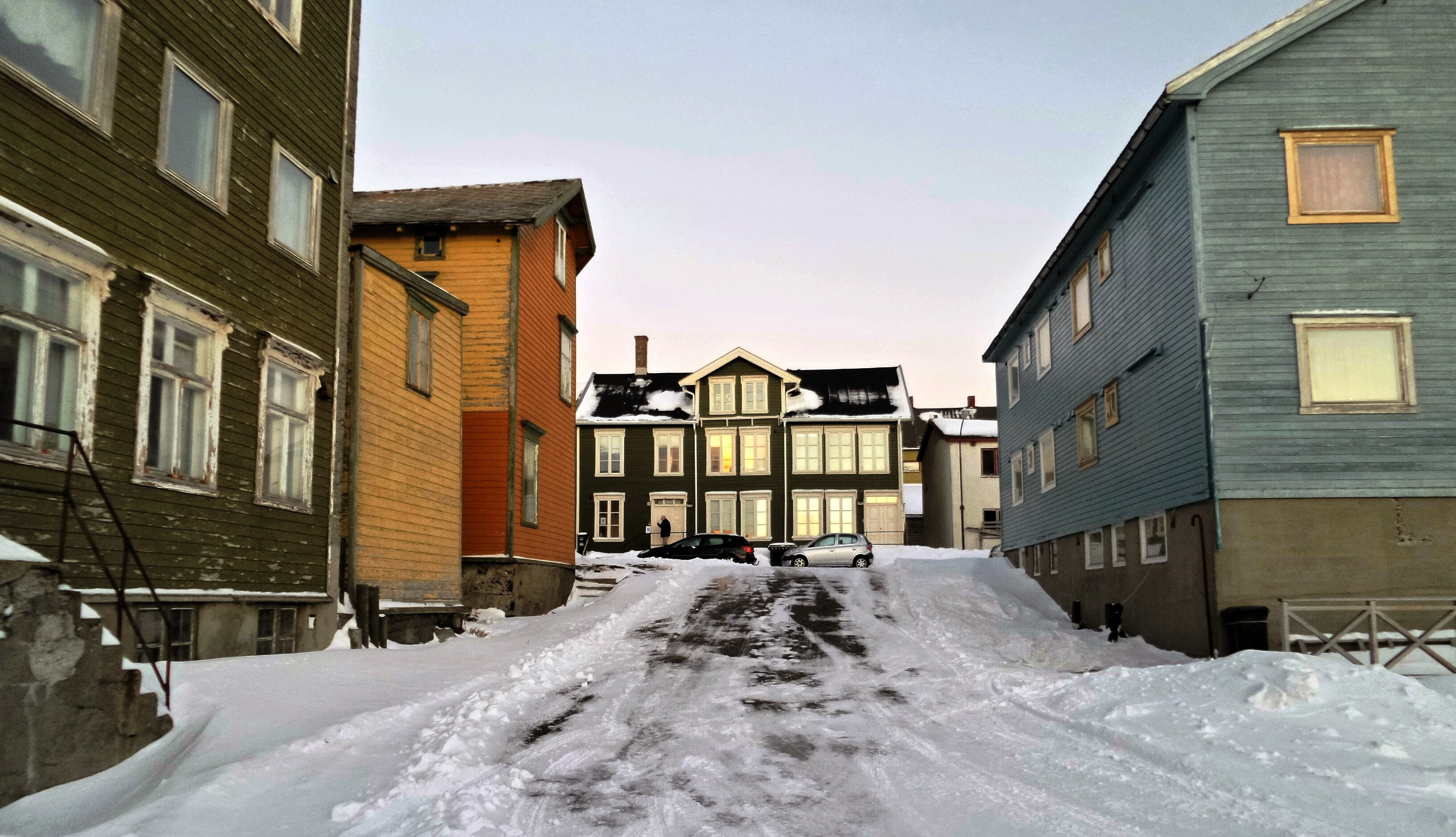
Østervågenの古民家

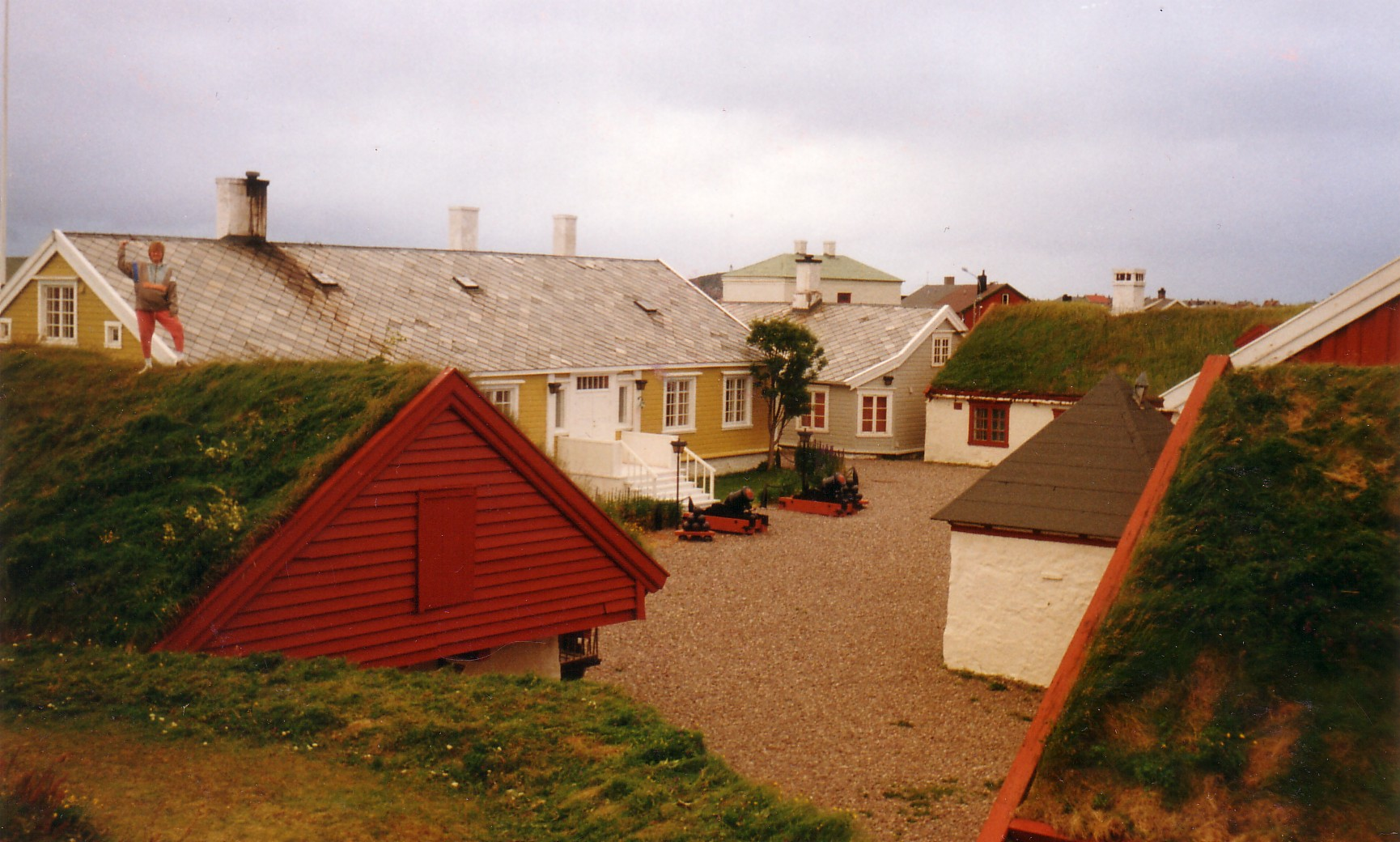
Vardøhus要塞と市内唯一の木。毎年冬の前に覆われる。

石器時代やサーミ鉄器時代の遺跡が島に残っており、定住者が居たと考えられている。
1307年、教会と最初の要塞が同時期に建てられた。中世にはノルウェー王国最東の要塞として重要視された。南東部のØstervågen地区では、800年以上前から住民が居たと記録されている。フィンマルクで唯一要塞や役所が有る重要な土地だったが、漁獲高の減少に伴って衰退した。
16世紀中期、人口は約400～500人だった。
17世紀、ヴァードーは魔女狩りの中心地だった。90人以上のノルウェー人やサーミ人が処刑された。
1789年、ヴァードーは町の地位を得た。人口は約100人まで減少した。
1850年以降、ロシアの白海地方とのポモー交易によって町は再び発展した。1850年には人口は400人まで回復した。
1910年、人口が3000人を突破した。
第二次世界大戦では、ノルウェーはドイツ国防軍に占領された。ヴァードーはロシアを中心とする連合軍に激しく爆撃された。中心部の殆どは破壊され、住人は避難した。
戦後、中心部は完全に復興された。古い伝統的な建物はØstervågen地区等周辺部に残っている。

## 地理と気候

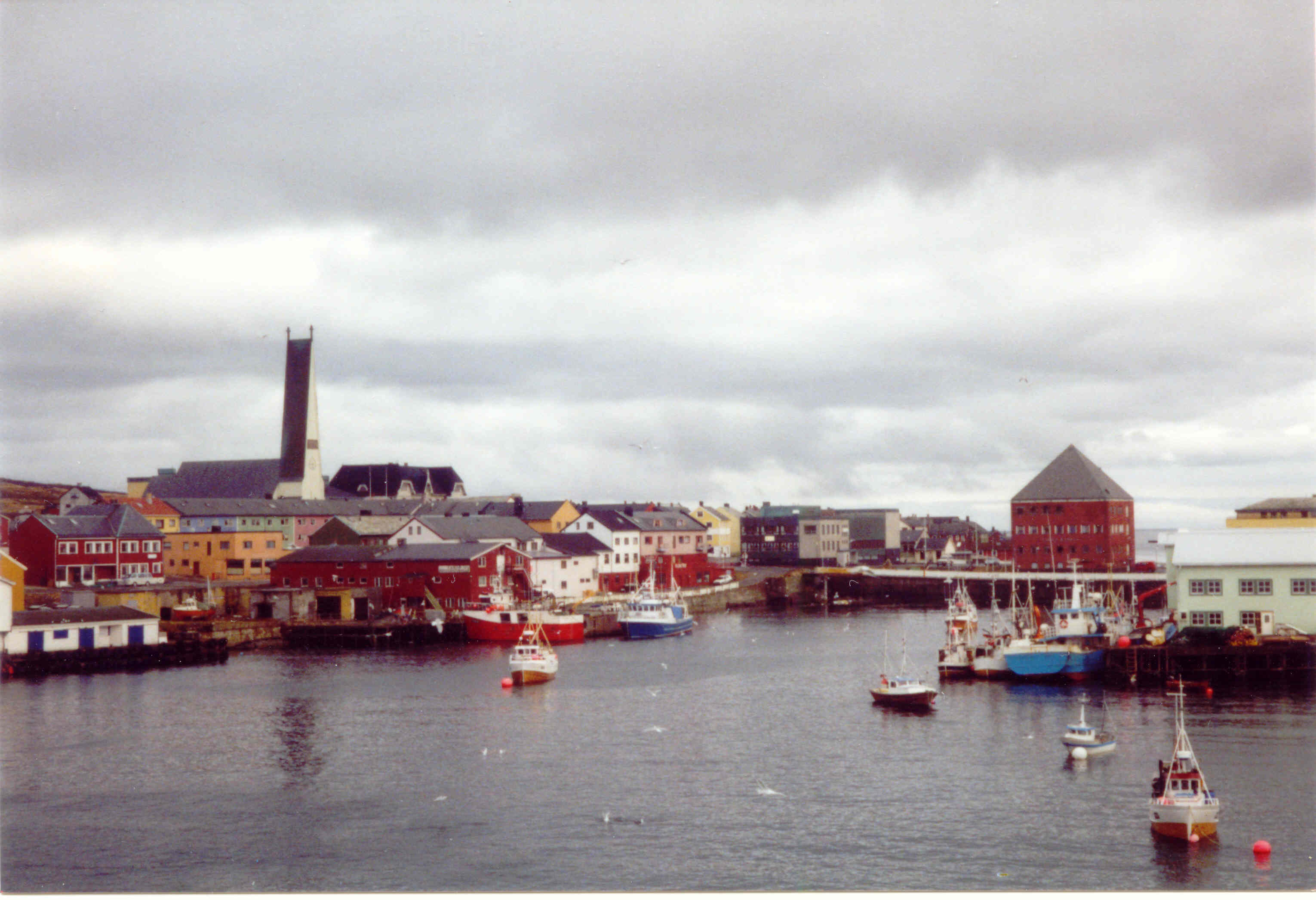
2001年4月のヴァードー

ヴァードーはノルウェーで最も東にある町で、実際にサンクトペテルブルク、キエフ、イスタンブールよりも東に位置している。フィンマルク県の東端は、たとえ日中の時間が1時間以上多くても、県内の他所と同じ標準時である。
ヴァードー港はバレンツ海に面し、暖流の北大西洋海流の影響で一年を通して不凍港である。ヴァードーはいつも、寒帯にあるノルウェー唯一の本土の町と称される。しかし厳密に言えばヴァードーのある島はヴァランゲル半島の北東岸より2キロの位置にある。ヴァードーの7月の平均気温は9.1℃しかないが、冬は高緯度の割に温暖で、1月の平均気温は－5.1℃である。
島は海底トンネルを経由して本土とつながっている（ノルウェー初の海底トンネル）。ヴァードー空港はトンネル入り口の反対側にある、本土の自治体Svartnesである。ヴァードーは、ノルウェー沿岸部の町をまわるフェリーの寄港地の一つである。町はクレタ島シティアから続いたE75の最終地点である。

## 経済と観光

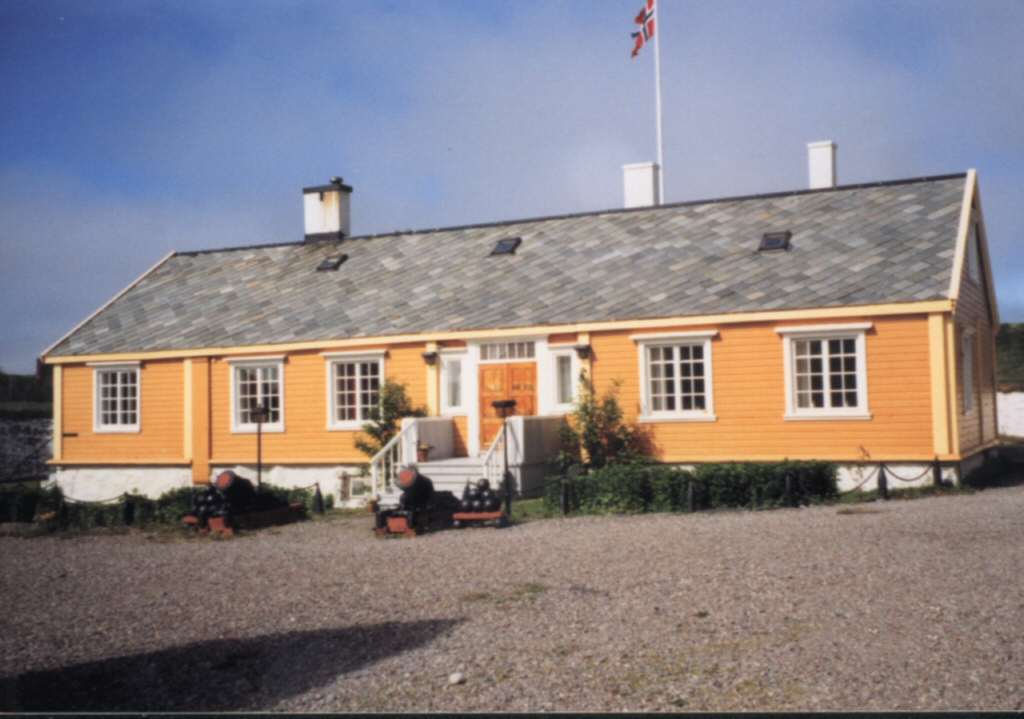
Vardøhus城塞の士官宿舎。階段をナナカマドが挟む。

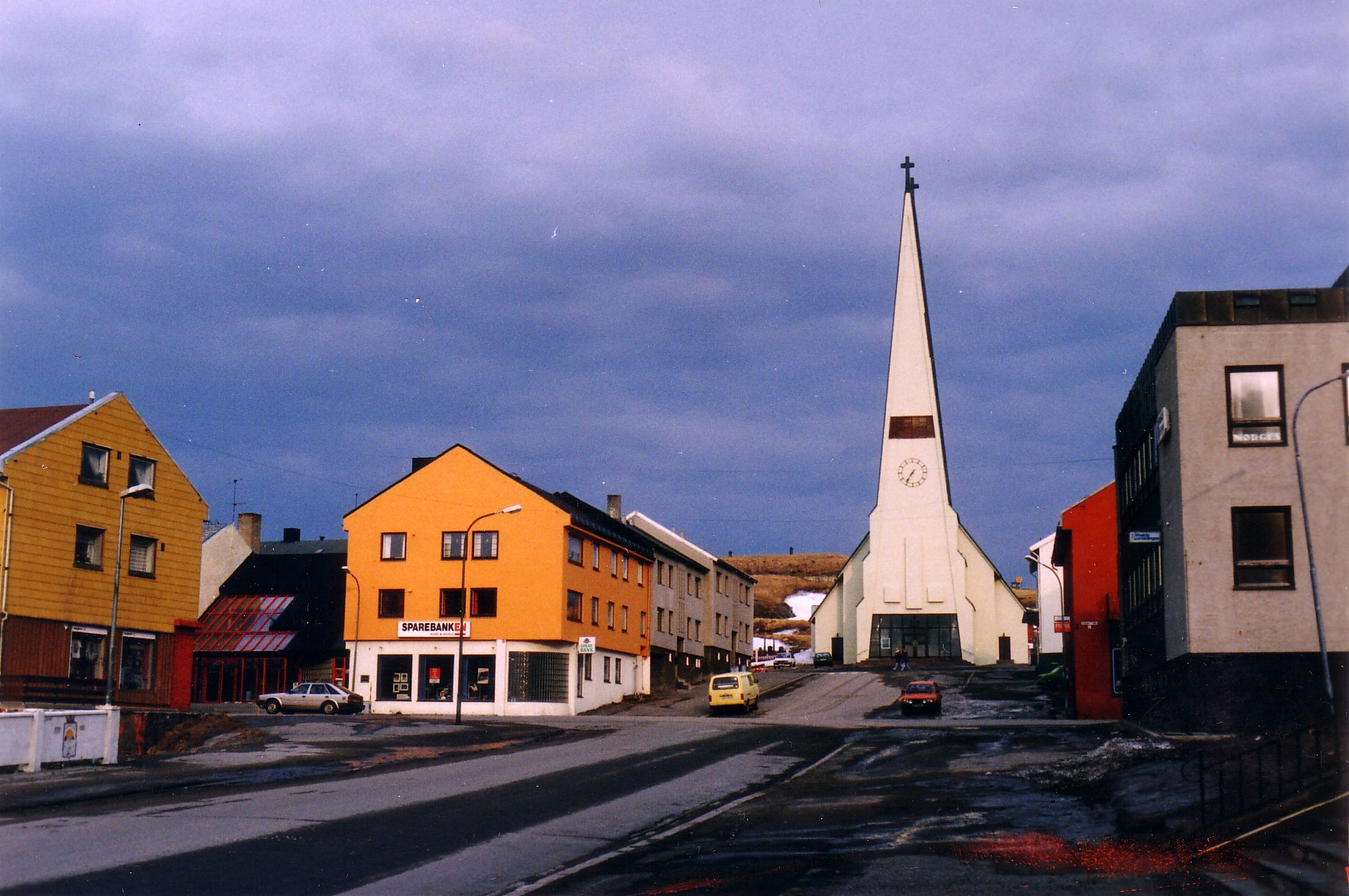
ヴァードーのキルケガタ通りと教会

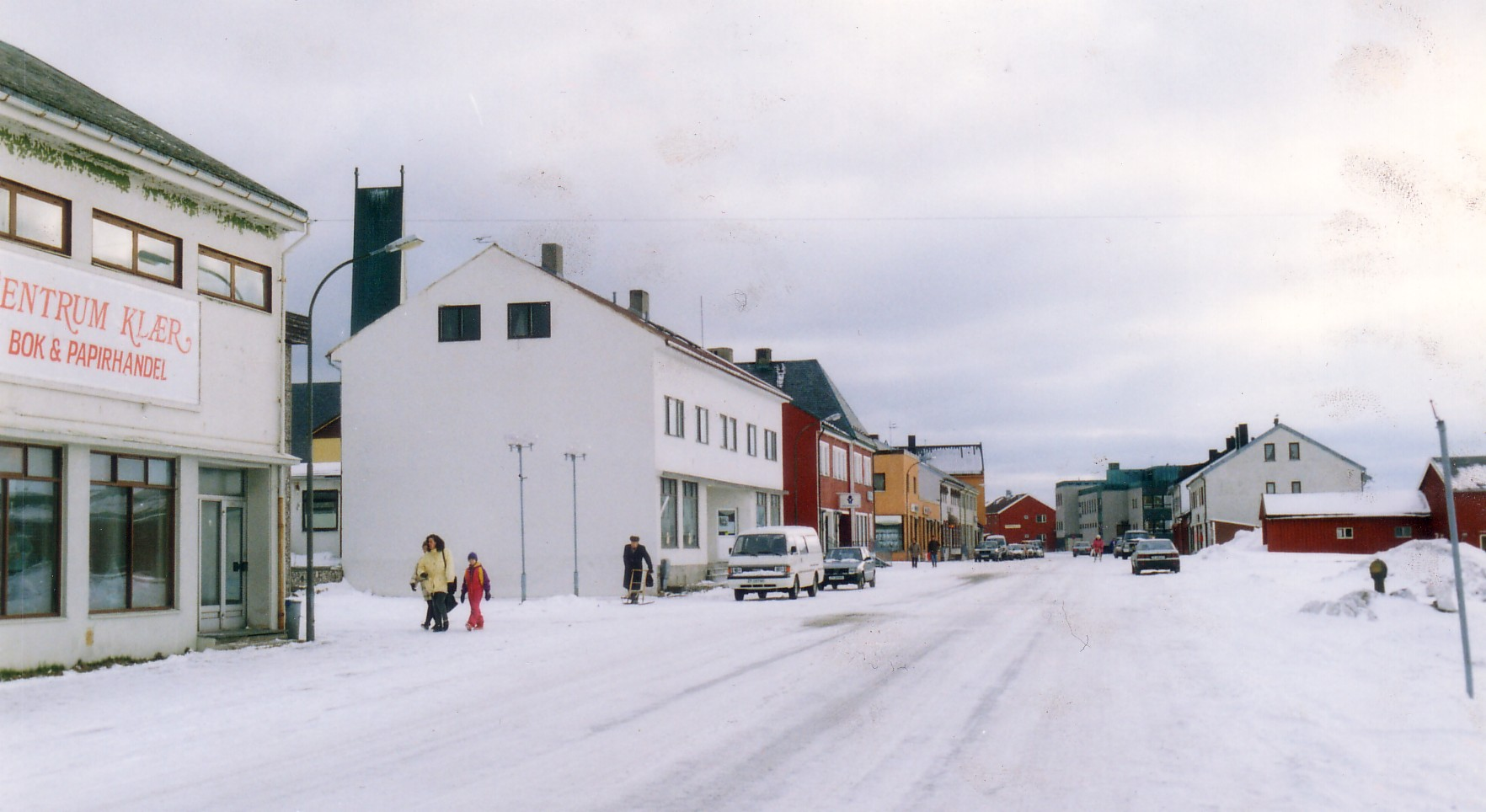
ヴァードーのStrandgaten通り

漁業と水産品加工がヴァードーの主たる収入源であるが、観光も重要な経済要素となりつつある。
ヴァードーの観光の目玉は、13世紀後半にできたというVardøhus城塞で、現在のものは1734年に作られたものである。町には2つの博物館があり、1つは白海沿岸貿易などの地域史と、野鳥、第二次世界大戦中のドイツ軍防御物の名残などを展示する。ヴァードーの雪合戦大会はユニークな催しとして知られる。
Vardøhus城塞には2本のナナカマドの木が立ち、入念に育てられ冬も暖かくしていた（普通、北極の樹木生育境界線より北にあるヴァードーの冷涼な気候では樹木が育つことはない）。1960年に最初に7本の木が植林された。そのうち1本は成長し、花を2度咲かせた。その木も寒い気候のため2002年に倒れてしまったが、新たに2本の若木が同じ場所に植えられた。

## グローバスIIレーダー
1998年より、町にはグローバスIIという名のレーダーが配備されている。公式目的はスペースデブリ追跡となっている。しかし、設置場所がロシア国境に非常に近いことから、グローバスIIシステムとアメリカの迎撃ミサイルシステムとの関連が揶揄され、外交上の議論を巻き起こした。

## 野鳥

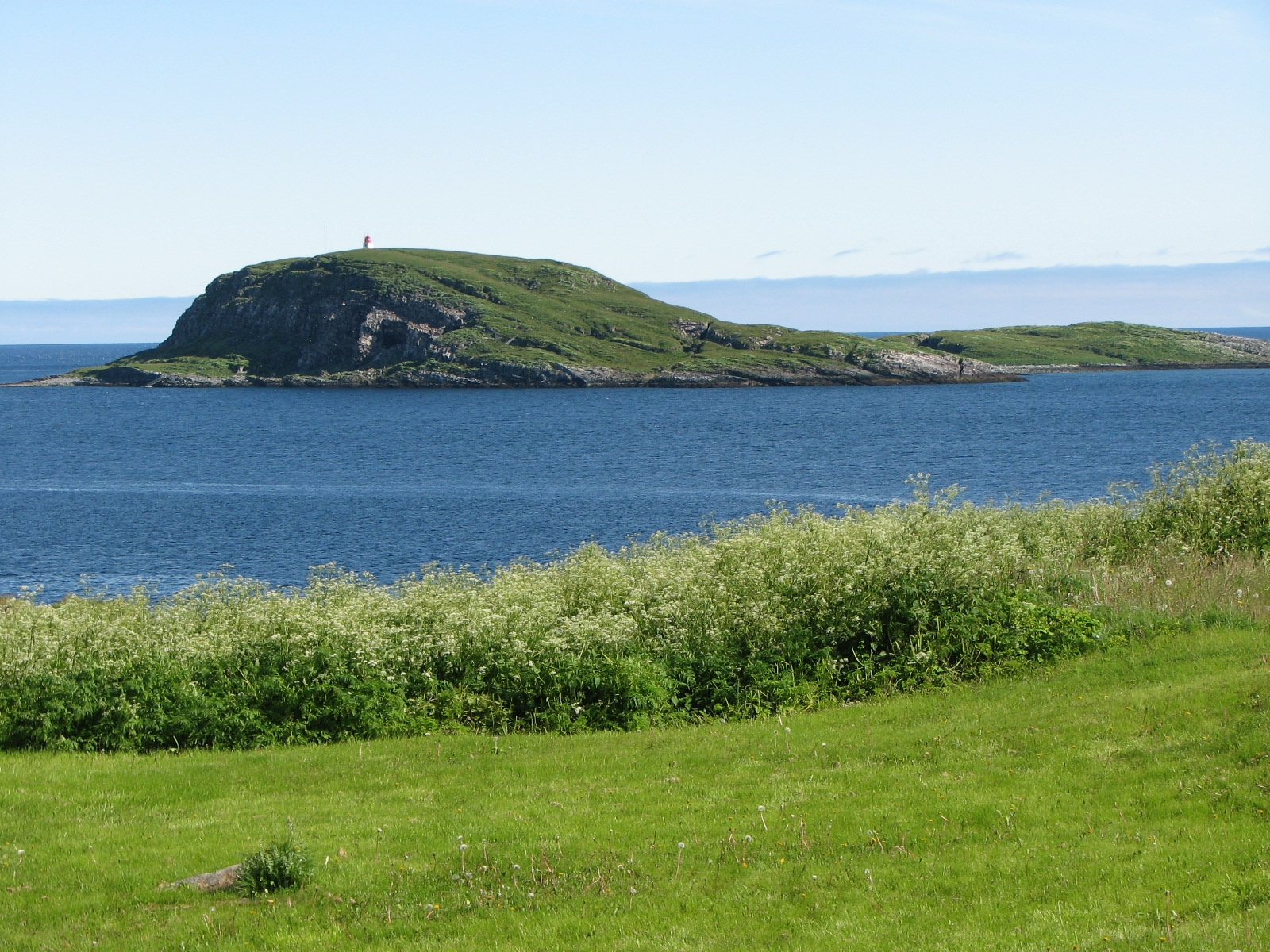
ホルノーの景色

ヴァードーのホルノーとレイノーにある海鳥のコロニーは、海岸部で最も目を引く場所である。ウミガラス類の小さな繁殖地となっている。港ではいつもシロカモメとアイスランド・カモメが見られる。

## 姉妹都市
- ケミヤルヴィ(フィンランド)